# Argyrospila extraordinaria
Argyrospila extraordinaria là một loài bướm đêm trong họ Noctuidae.